# امپراتوری مورچه‌ها (فیلم)
امپراتوری مورچه‌ها (به انگلیسی: Empire of the Ants) فیلمی محصول سال ۱۹۷۷ و به کارگردانی آلبرت آی گوردون است. در این فیلم بازیگرانی همچون جوآن کالینز، رابرت لانسینگ، جان دیوید کارسون، آلبر سلمی، جاکلین اسکات، رابرت پاین، آیرین تدرو ایفای نقش کرده‌اند.